# Шутова, Любовь Андреевна
Любовь Андреевна Шу́това (род. 25 июня 1983 года в Новосибирске, СССР) — российская шпажистка, Заслуженный мастер спорта, чемпионка Мира по фехтованию на шпагах в личном и командном первенстве (первая в истории России), чемпионка Европы в командном первенстве, серебряный и бронзовый призёр чемпионата Европы, бронзовые призёр Олимпийских игр 2016 года в командной шпаге. Многократная чемпионка России, Победитель кубка России (2008).

## Биография
Любовь Андреевна Шутова родилась 25 июня 1983 года в Новосибирске. После школы училась в Новосибирском государственном педагогическом университете на физкультурном факультете. Перед фехтованием занималась танцами, спортивной гимнастикой, пока друг семьи Сергей Довгошея не пригласил Любовь в фехтовальный клуб «Виктория», став впоследствии её тренером. С 2000 года в сборной России.
- В 1999 году заняла 3-е командное место и 3-е личное место на первенстве Европы среди юниоров в Португалии.
- В 2000 году на чемпионате Европы среди юниоров в Турции заняла 2-е место в личной шпаге и 1-е место в командной шпаге. Получила звание мастера спорта международного класса.
- В 2001 году вновь выступила на чемпионате Европы среди юниоров, где заняла 3-е личное место и 1-е командное.
- В 2002 году получает бронзовую награду на чемпионате Европы в личном турнире и серебряную в командном, а также серебряную медаль на Кубке мира среди юниоров. Выигрывает чемпионат России.
- В 2003 году заняла 2-е командное место на первенстве мира среди юниоров.
- В 2005 году получает золото в командном турнире на чемпионате Европы.
- В 2007 году стала серебряным призёром чемпионата мира.
- В 2008 году участница XXIX Олимпийских игр в Пекине. 6-е место в личном первенстве.
- В 2008 году выиграла Кубок России в личном первенстве.
- В 2009 году выиграла этап Кубка мира во Франции в личном первенстве.
- В 2009 году победительница летнего чемпионата России в личном первенстве.
- В 2009 году, заняв 1-е место на чемпионате мира в Турции в личном турнире, стала первой российской шпажисткой, которая завоевала золото на чемпионате мира по фехтованию. Получила звание Заслуженного мастера спорта.
- В 2011 году заняла 1-е место на всероссийском турнире «Сильнейших шпажисток России», который прошёл на олимпийской базе «Озеро Круглое». Это первая победа Шутовой спустя всего 8 месяцев после рождения дочери.
- В 2011 году заняла третьи места на этапах Кубка мира в Рио-де-Жанейро (Бразилия) и Гаване (Куба). В том же году выиграла индивидуальный турнир по шпаге в австралийском Сиднее. В финале Шутова одолела Магдалену Пекарску из Польши — 15:14.
- В 2012 году завоевала бронзовую медаль чемпионата Европы в Леньяно, и золотую в командном турнире. В том же году выступала на Олимпийских Играх в Лондоне. 4-е место в командном турнире.
- В 2014 году завоевала золото чемпионата России в личном первенстве в г. Лобня (Московская область). В том же году завоевала серебряную медаль чемпионата Европы в командном турнире во Франции, и завоевала золотую медаль чемпионата мира в командном турнире в Казани.

### Личная жизнь
Была замужем за ринганонсером и спортивным корреспондентом Николаем Лукинским (телеканал «Россия», «Вести-Новосибирск»). Общие дети: дочь Анастасия, сын Фёдор.
Родная сестра Надежда Андреевна Шептикина (Шутова), победительница молодёжного первенства мира-2006 по фехтованию на шпагах, мастер спорта международного класса.

## Награды и звания
- Заслуженный мастер спорта России
- Медаль ордена «За заслуги перед Отечеством» II степени (25 августа 2016 года) — за высокие спортивные достижения на Играх XXXI Олимпиады 2016 года в городе Рио-де-Жанейро (Бразилия), проявленные волю к победе и целеутремленность[6].